# Ruth Randall Edström
Ruth Miriam Randall Edström, född Randall den 24 juni 1867 i Wilmington i Illinois, död 5 oktober 1944 i Oscars församling, Stockholms stad, var en svensk-amerikansk fredsaktivist och förkämpe för kvinnlig rösträtt. Hon engagerade sig i förarbetet för en tredje fredskonferens i Haag (efter de tidigare konferenserna 1899 och 1907) och deltog i 1915 års internationella kvinnokongress. Ruth Randall Edström var hustru till Aseachefen Sigfrid Edström.

## Biografi

### Bakgrund
Ruth Randall var näst äldst av sju barn till Oscar Theodore Randall och Jane Mariah Lewis. Randall kan spåras till William Randall, emigrant från London 1635 som bosatte sig i Scituate, Massachusetts. Familjen flyttade 1870 till Chicago och bosatte sig i en förort cirka sju kilometer från centrum. Året därpå inträffade den stora Chicagobranden, då deras lanthandel förstördes.
Familjen Randall tillhörde den reformerta kyrkan. När Ruth var 16 år tog hennes far med sina två äldsta barn till ett nytt kapell där Jenkin Lloyd Jones predikade. Denne präst talade om Jesus som människa, med budskapet kärlek, rättvisa och fred. Jones hade – liksom fadern – deltagit i det amerikanska inbördeskriget. 
Arthur och Ruth Randall började gå på gudstjänster i Unity Chapel som tillhörde All Souls' Unitarian Church. De deltog också i Jones religiösa och filosofiska undervisning. Eleverna undervisades i den unitariska tron och blev bekanta med bland andra författarna Ralph Waldo Emerson och Robert Browning. Läsåret slutade med historiska festspel med bland annat dramer av Charles Dickens och Charles Kingsley. Den senare skrev en bok om Hypatia, och Ruth Randall föreslog en pjäs om Hypatia och fick välja skådespelare och regissera pjäsen tillsammans med en ung man som valde scenerna.
Därefter inleddes Ruth Randalls stora intresse för teater och klassisk litteratur. Unitarismen kom sedan att vara hennes religion och filosofi för resten av livet.
Ruth Randall utbildade sig till lärarinna vid Cook Countys lärarinneseminarium och arbetade ideellt inom den unitariska kyrkan. Hon fick en tjänst i Forestville School i Chicago. Eleverna kom från stadens fattiga områden och skolan tillämpade Steinerpedagogik. Sommaren 1896 gjorde skolans nyblivna rektor Florence Holbrook och lärarna en studieresa till Europa, där hemresan gick med den nya atlantångaren Etruria. Ombord träffade hon den svenske ingenjören Sigfrid Edström, som var på väg till en anställning vid ett elföretag i Cleveland. Holbrook var samtidigt pacifist och suffragett, och hennes mentorskap gav Ruth Randall viktig inspiration.

### Parets första år
Ruth Randall och Sigfrid Edström gifte sig den 24 juni 1899 i hennes föräldrahem i Chicago. Bröllopsresan gick till Bremen och vidare till mannens föräldrar i Göteborg. Sedan slog de sig ned i Schweiz, där han tillträdde en anställning vid spårvägsbolaget i Zürich. Redan efter ett år flyttade paret tillbaka till Sverige. Där blev Sigfrid Edström chef för Göteborgs Spårvägar och han ansvarade för elektrifieringen av stadens spårvagnsnät.

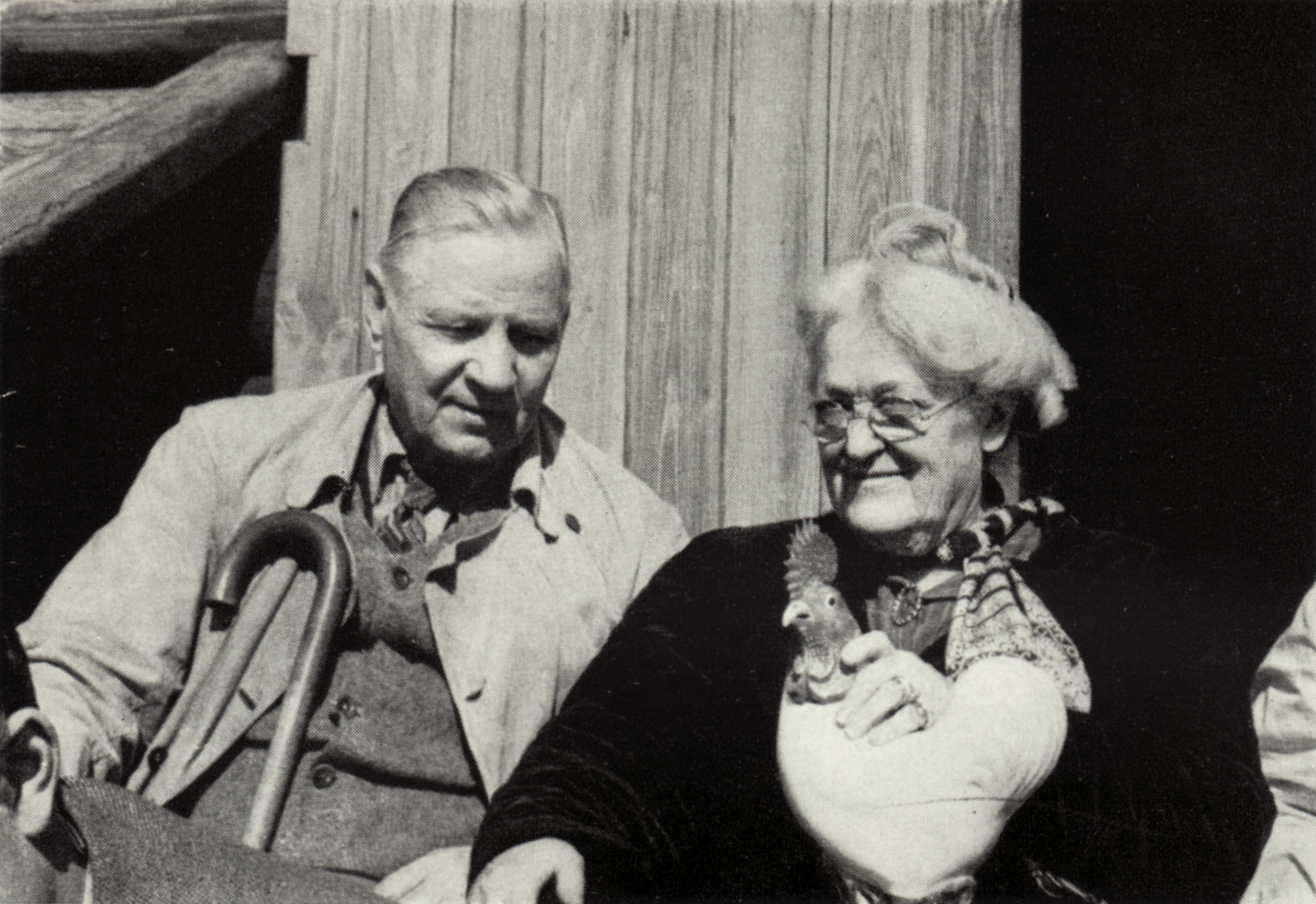
Ruth Randall Edström med sin make Sigfrid, sent 1930-tal.

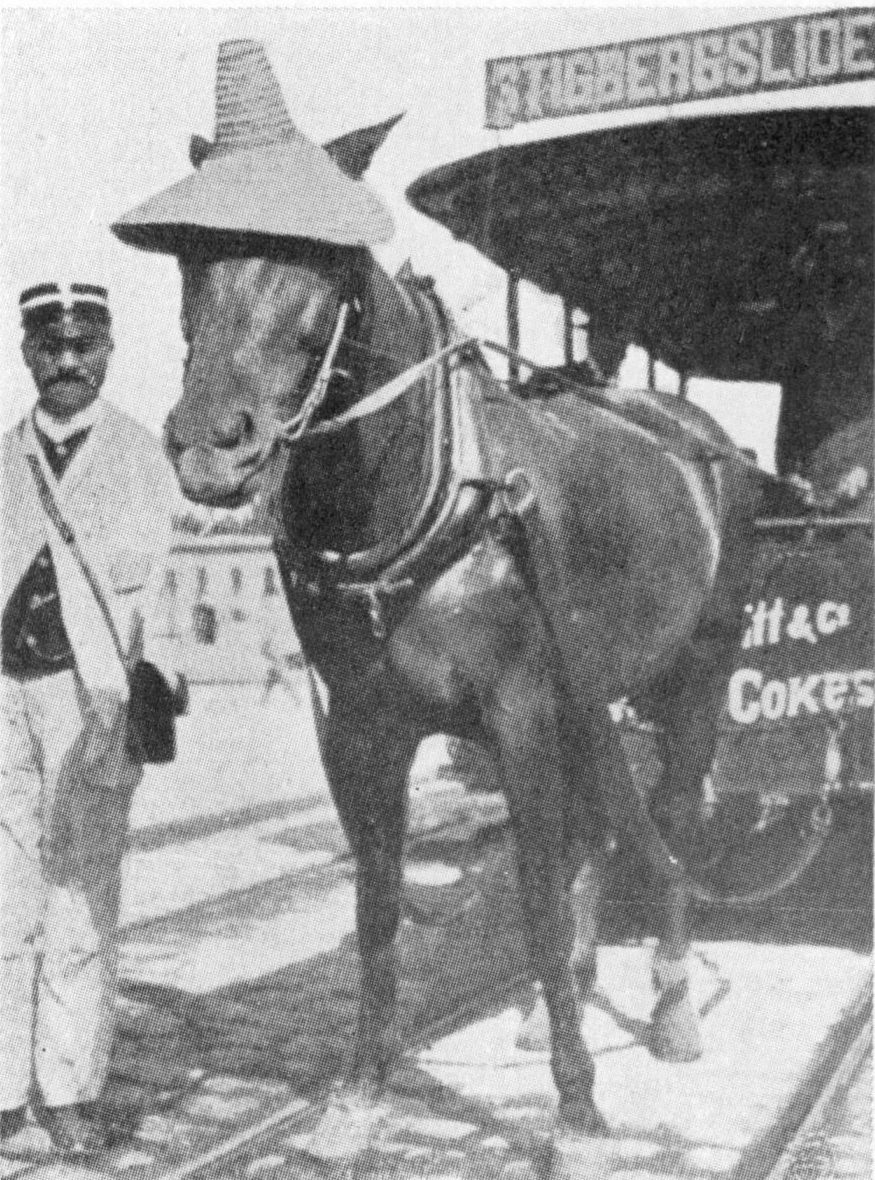
Spårvagnshäst i Göteborg iförd "Edströms-hatt". Paret Edström var initiativtagare till hatten, som var tänkt att skydda hästarna från den starka hettan under den varma sommaren 1901.

### Flytt till Västerås
Sommaren 1903 flyttade familjen med barnen Miriam och Björn till Västerås, där Sigfrid Edström fått ett erbjudande om att bygga upp det då 13 år gamla Allmänna Svenska Elektriska Aktebolaget. För det växande företaget lät man bygga en tjänstebostad i Stallhagen. Huset ritades av stadsarkitekten Erik Hahr i samarbete med Ruth Randall Edström. Det var också hon som döpte bostaden till Villa Asea. När villan stod klar 1908 ordnades invigningsceremoni med Aseas chefer, stadens borgmästare och Edströms vänner. Ruth Randall Edström hälsade gästerna välkomna med orden:
| ”                                        | Vänner och Grannar. Vi har samlats idag för att inviga detta hem till kärlek, social glädje, för det allmännas bästa och uppbyggnad med stöd av den Religion som söker befrämja Sanning, Rättfärdighet och Kärlek i världen. | „ |
| – Ruth Randall Edström, 12 december 1908 | |   |

  Sedan följde en specialkomponerad allsång och middag med ett stort antal tal.
Efteråt tackades Sigfrid Edström av borgmästaren John Karlsson med orden: "En sådan här sak får man inte uppleva ofta i Sverige. Jag förstår att det är din amerikanska fru som har tagit initiativet."
Ruth Randall Edström blev nu en aktiv direktörshustru, med en rad representationsplikter. Hon byggde med tiden upp ett rikt societetsliv som tidigare inte funnits i staden, arrangerade konserter och maskerader. Makarna delade upp affärskorrespondensen så att Sigfrid Edström bekräftade mottagna brev och dikterade korta svar samt hänvisade till kommande längre brev från sin maka.
Redan i Göteborg hade hon startat Robert Browning Club. I Västerås växte denna klubb och medlemmarna träffades regelbundet. När hon flyttade till Stockholm kunde de inte träffas lika ofta.
1917 blev det hungersnöd på många håll i Sverige. Ruth Randall Edström var med och arrangerade en barnkoloni vid Surahammars bruk, som Asea hade förvärvat några år tidigare. Till bruket hörde Lisjö säteri, och här kunde 70 barn åt gången inkvarteras under fem sommarveckor. Hon såg till att barnen fick näring för både kropp och själ.

### Politiskt engagemang

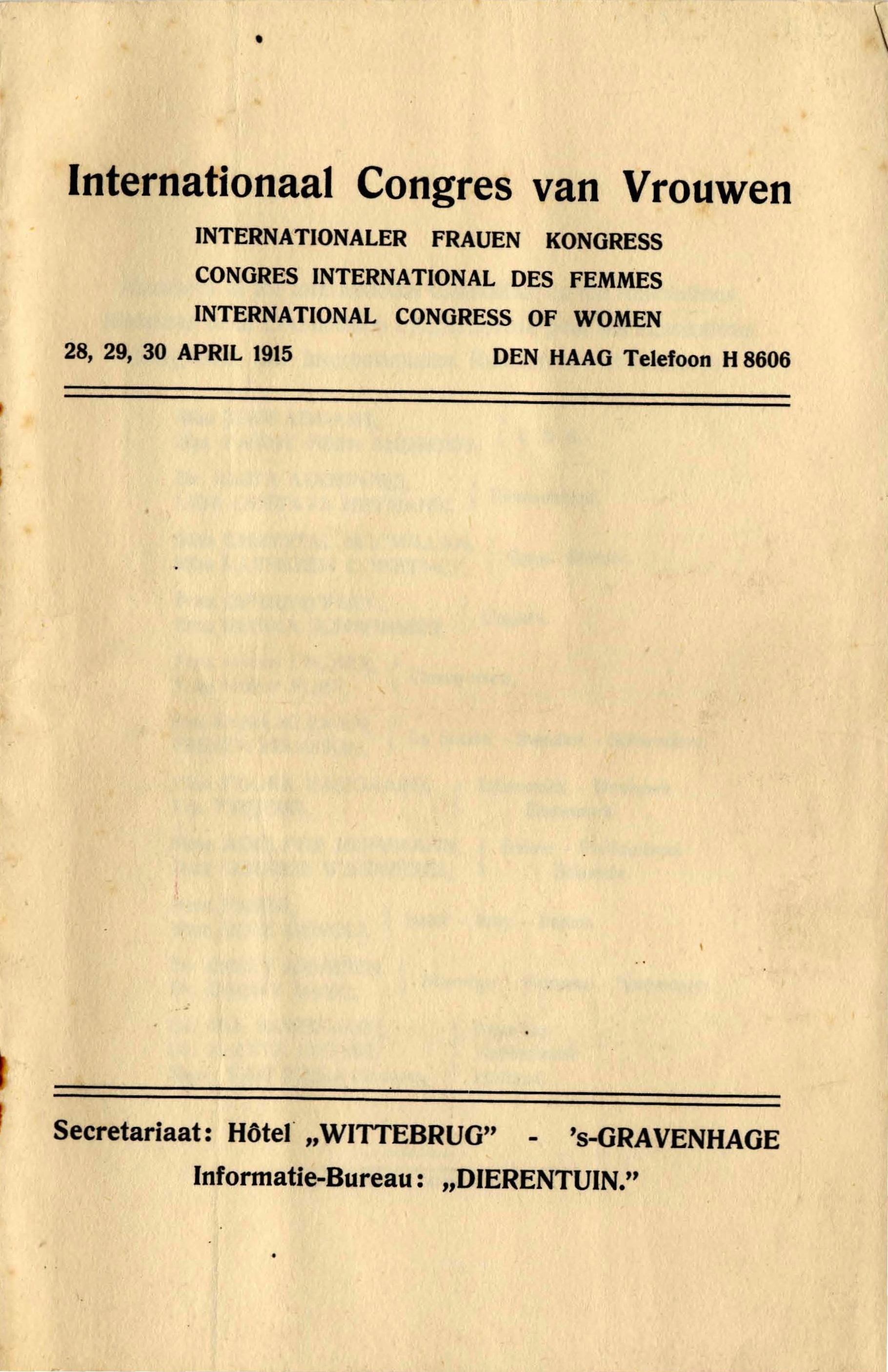
Ruth Randall Edström var en av 15 svenska representanter på 1915 års internationella kvinnokongress i Haag.

I början av seklet var frågan om kvinnlig rösträtt en het fråga i Sverige. Randall Edström gick med i Västerås' lokalavdelning av International Alliance of Women, en organisation som bildades i Berlin 1904 under Second Conference of the International Woman Suffrage Alliance. Hon deltog vid organisationens konferenser i  Amsterdam 1908, London 1909, Stockholm 1911, Budapest 1913, Haag 1915 och Genève 1920.
I början av första världskriget tog en nederländsk kvinnlig läkare initiativ att kalla till ett internationellt möte för att få slut på kriget. En kommitté bjöd in både krigförande och neutrala länder. Den ungerska kvinnorättskämpen Rosika Schwimmer reste runt i Europa för att kalla till en ny Haagkonferens – efter de två tidigare 1899 och 1907. Hon höll den 21 april 1915 ett anförande i Stockholm med titeln "Kvinnorna och kriget".
Intresset från de krigförande makterna till en ny konferens var emellertid svalt. Den 28–30 april 1915 samlades dock 1 300 kvinnor från 16 länder till en Kvinnornas internationella kongress i Haag. Bland de 15 svenska delegaterna fanns Elin Wägner, Emilia Fogelklou, Matilda Widegren och Ruth Randall Edström. Detta möte blev starten för organisationen Women’s International League for Peace and Freedom, vilken på svenska fick namnet Internationella Kvinnoförbundet för Fred och Frihet (IKFF).

### Familj, sista tid och eftermäle
Villa Asea blev hem för familjen Edström. Ruths mor blev änka 1893 och bodde med familjen tills hon dog 1927. Paret Edström fick barnen Miriam (1900–1971), Björn (1903–1967), Jane Sigrid – kallad Janesie (1906–1987) – och Lenore (1910–1984). Till familjen hörde också Ruths systerdotter Jane Readhead (1911–1978), som kom till familjen Edström 1923 efter sin mors död.
Randall Edströms dotterdotter är tidigare riksdagsledamoten Birgitta Hambraeus. Hambraeus var under sju års tid ordförande i IKFF.
På hösten 1939 flyttade makarna Edström från Villa Asea, för att inkvartera sig permanent i den några år tidigare införskattade våningen på Strandvägen i Stockholm. 1944 började Ruth Randall Edströms hälsa svikta, och hon avled 5 oktober samma år. Hon är begravd på  Hovdestalunds kyrkogård i Västerås, i familjen Edströms stora familjegrav med tillhörande gravkammare.
Efter Randall Edströms död 1944 grundades 1946 Ruth Randall Edströms minnesfond. Den baserades på ett gåvobrev från maken Sigfrid Edström. Ruth Randall Edströms deltagande i de många internationella rösträttskongresserna kan ha varit påverkat av hennes position inom den svenska societén, hennes goda engelska (hon talade engelska genom hela livet) och internationella nätverk. 1911 startade hon The American Womens Club i Stockholm, den näst äldsta klubben i sitt slag utanför USA.

## Originalcitat
1. ↑  ”Friends and Neighbours: we are gathered to dedicate this home to domestic love, social cheer, public good and the upbuilding of Character; in the spirit of that Religion which seeks to advance Truth, Righteousness and Love in the world.”